# Championnat d'Italie de rink hockey 1931
Navigation
Division Nationale 1930 Division Nationale 1932
L'édition 1931 du Championnat d'Italie de rink hockey est la 10e édition de cette compétition. Elle se conclut par la victoire du Hockey Novara.

### Sources
- (it) Cet article est partiellement ou en totalité issu de l’article de Wikipédia en italien intitulé « Divisione Nazionale di hockey su pista 1931 » (voir la liste des auteurs).